# Nwankwo Kanu
Nwankwo Christian Kanu (Owerri, 1º agosto 1976) è un ex calciatore nigeriano, di ruolo attaccante.
Con la nazionale nigeriana ha vinto la medaglia d'oro ai Giochi olimpici di Atlanta 1996. A livello individuale è stato nominato Calciatore africano dell'anno nel 1996 e nel 1999, anni in cui è stato anche candidato al Pallone d'oro, classificandosi rispettivamente 11º e 23º; ha inoltre vinto per due volte il premio BBC African Footballer of the Year, nel 1997 e nel 1999.
Durante la sua esperienza all'Inter fu operato al cuore a causa di una disfunzione congenita. In seguito a questo evento Kanu ha fondato la Kanu Heart Foundation, una fondazione che ha lo scopo di fornire cure mediche ai bambini con malattie cardiache: la fondazione ha permesso più di 500 operazioni di successo tra Inghilterra, India, Nigeria e Israele.

## Caratteristiche tecniche
Attaccante longilineo, in grado di giocare sia da prima che da seconda punta, era in possesso di fondamentali sopraffini che lo rendevano prezioso ed efficace sia in fase di manovra che conclusiva. Compensava la fisicità meno elegante con un'innata fantasia calcistica tale per cui era in grado di sorprendere spesso gli avversari in dribbling e di poter decidere, grazie alla qualità della propria tecnica di base, se servire il compagno meglio piazzato o cercare il tiro in porta.

## Carriera

### Club

Kanu in azione all'Ajax nel 1996, contrastato dallo juventino Jugović nel corso della finale di Champions League.

Dopo gli esordi in Nigeria, in giovane età passò nel 1993 all'Ajax, dopo l'ottimo mondiale Under-17. Con i lancieri vinse una Champions League e tre campionati nazionali. Nell'estate 1996 passò all'Inter per 8 miliardi di lire, tuttavia le visite mediche di routine gli diagnosticarono una disfunzione cardiaca congenita: la sua carriera sembrava volta al termine.
L'Inter avrebbe potuto risolvere il contratto del nigeriano per inadempimento, poiché l'Ajax non aveva informato la società delle condizioni del giocatore, ma il presidente nerazzurro Massimo Moratti si occupò personalmente della vicenda, pagando di tasca propria l'intervento chirurgico per la sostituzione di una valvola aortica. Tornò a calcare i campi da gioco agli inizi del 1998: il successivo 15 marzo segnò la sua unica rete con il club milanese, in occasione del vittorioso incontro casalingo di campionato contro l'Atalanta (4-0), e a maggio vinse la Coppa UEFA (pur non scendendo in campo nella finale).
Chiuso dai vari Ronaldo, Roberto Baggio, Nicola Ventola e Álvaro Recoba, nella prima parte della stagione 1998-99 totalizza una sola presenza in Serie A, prima di varcare la Manica, nel gennaio 1999, quando passò all'Arsenal. Con la squadra londinese si mise in luce segnando gol spettacolari, anche se spesso fu costretto a partire dalla panchina, subentrando a Nicolas Anelka prima e a Thierry Henry poi. Nel 2004 il suo contratto con i Gunners volse al termine e, dopo aver vinto due Premier League e due FA Cup, passò a titolo gratuito al West Bromwich Albion. Il primo anno fu molto positivo per la squadra che, ultima a Natale, riuscì a salvarsi, per poi retrocedere l'anno successivo.
Nel 2006 è passato al Portsmouth. Il 17 maggio 2008 ha segnato il gol che ha permesso di battere il Cardiff City nella finale di FA Cup (1-0), regalando così al club la sua seconda vittoria in questa manifestazione a distanza di 69 anni dalla prima.

### Nazionale
Dopo la vittoria mondiale con l'Under-17 nel 1993, esordì in nazionale maggiore nel 1994; qui il suo numero di maglia rimase sempre il 4. Fu in seguito il capitano della nazionale nigeriana che vinse la medaglia d'oro ai Giochi di Atlanta 1996. Con la Nigeria prese parte ai Mondiali di Francia 1998, Corea del Sud-Giappone 2002 e Sudafrica 2010.
L'11 giugno 2011 ha dato l'addio alla nazionale nell'incontro disputato al Teslim Balogun Stadium di Lagos, tra una selezione di calciatori africani chiamata "Friends of Kanu Nwankwo", e la "Super Eagles All Stars" composta da attuali ed ex componenti della nazionale nigeriana.

### Dopo il ritiro
Oltre all'attività filantropica, Nwankwo Kanu è brand ambassador della TV StarTimes, nonché proprietario della Kanu Sports TV, televisione online che trasmette eventi sportivi.

## Statistiche

### Presenze e reti nei club
| Stagione                    | Squadra                     | Campionato                  | Campionato | Campionato | Coppe nazionali | Coppe nazionali | Coppe nazionali | Coppe continentali | Coppe continentali | Coppe continentali | Altre coppe | Altre coppe | Altre coppe | Totale | Totale |
| Stagione                    | Squadra                     | Comp                        | Pres       | Reti       | Comp            | Pres            | Reti            | Comp               | Pres               | Reti               | Comp        | Pres        | Reti        | Pres   | Reti   |
| --------------------------- | --------------------------- | --------------------------- | ---------- | ---------- | --------------- | --------------- | --------------- | ------------------ | ------------------ | ------------------ | ----------- | ----------- | ----------- | ------ | ------ |
| 1993-1994                   | Ajax                        | ED                          | 5          | 2          | CO              | 1               | 0               | -                  | -                  | -                  | -           | -           | -           | 6      | 2      |
| 1994-1995                   | Ajax                        | ED                          | 18         | 10         | CO              | 1               | 1               | UCL                | 7                  | 1                  | -           | -           | -           | 26     | 12     |
| 1995-1996                   | Ajax                        | ED                          | 30         | 13         | CO              | 1               | 0               | UCL                | 9                  | 0                  | SU+CInt     | 1+1         | 0           | 42     | 13     |
| Totale Ajax                 | Totale Ajax                 | Totale Ajax                 | 53         | 25         |                 | 3               | 1               |                    | -                  | -                  |             | -           | -           | 56     | 26     |
| 1996-1997                   | Inter                       | A                           | 0          | 0          | CI              | 0               | 0               | -                  | -                  | -                  | -           | -           | -           | 0      | 0      |
| 1997-1998                   | Inter                       | A                           | 11         | 1          | CI              | 0               | 0               | CU                 | 3                  | 0                  | -           | -           | -           | 14     | 1      |
| 1998-gen. 1999              | Inter                       | A                           | 1          | 0          | CI              | 0               | 0               | -                  | -                  | -                  | -           | -           | -           | 1      | 0      |
| Totale Inter                | Totale Inter                | Totale Inter                | 12         | 1          |                 | -               | -               |                    | 3                  | 0                  |             | -           | -           | 15     | 1      |
| gen.-giu. 1999              | Arsenal                     | PL                          | 12         | 6          | FACup+CdL       | 5+0             | 0               | -                  | -                  | -                  | -           | -           | -           | 17     | 7      |
| 1999-2000                   | Arsenal                     | PL                          | 31         | 12         | FACup+CdL       | 2+1             | 1               | UCL+CU             | 6+9                | 1+2                | -           | -           | -           | 49     | 17     |
| 2000-2001                   | Arsenal                     | PL                          | 27         | 3          | FACup+CdL       | 1+0             | 0               | UCL                | 14                 | 2                  | -           | -           | -           | 42     | 5      |
| 2001-2002                   | Arsenal                     | PL                          | 23         | 3          | FACup+CdL       | 5+2             | 2+0             | UCL                | 9                  | 0                  | -           | -           | -           | 39     | 6      |
| 2002-2003                   | Arsenal                     | PL                          | 16         | 5          | FACup+CdL       | 1+1             | 0               | UCL                | 8                  | 1                  | -           | -           | -           | 26     | 6      |
| 2003-2004                   | Arsenal                     | PL                          | 10         | 1          | FACup+CdL       | 3+4             | 3+0             | UCL                | 7                  | 0                  | -           | -           | -           | 24     | 3      |
| Totale Arsenal              | Totale Arsenal              | Totale Arsenal              | 119        | 30         |                 | 31              | 9               |                    | 53                 | 6                  |             | -           | -           | 197    | 44     |
| 2004-2005                   | West Bromwich               | PL                          | 27         | 2          | FACup+CdL       | 2+0             | 1+0             | -                  | -                  | -                  | -           | -           | -           | 29     | 3      |
| 2005-2006                   | West Bromwich               | PL                          | 25         | 5          | FACup+CdL       | 0               | 0               | -                  | -                  | -                  | -           | -           | -           | 25     | 5      |
| Totale West Bromwich Albion | Totale West Bromwich Albion | Totale West Bromwich Albion | 52         | 7          |                 | 2               | 1               |                    | -                  | -                  |             | -           | -           | 54     | 8      |
| 2006-2007                   | Portsmouth                  | PL                          | 38         | 10         | FACup+CdL       | 2+0             | 2+0             | -                  | -                  | -                  | -           | -           | -           | 40     | 12     |
| 2007-2008                   | Portsmouth                  | PL                          | 24         | 4          | FACup+CdL       | 5+1             | 2+1             | -                  | -                  | -                  | -           | -           | -           | 30     | 7      |
| 2008-2009                   | Portsmouth                  | PL                          | 17         | 1          | FACup+CdL       | 2+1             | 0               | CU                 | 5                  | 1                  | -           | -           | -           | 25     | 2      |
| 2009-2010                   | Portsmouth                  | PL                          | 23         | 2          | FACup+CdL       | 1+4             | 0+2             | -                  | -                  | -                  | -           | -           | -           | 28     | 4      |
| 2010-2011                   | Portsmouth                  | FLC                         | 32         | 2          | FACup+CdL       | 1+1             | 0               | -                  | -                  | -                  | -           | -           | -           | 34     | 2      |
| 2011-2012                   | Portsmouth                  | FLC                         | 10         | 1          | FACup+CdL       | 0+1             | 0               | -                  | -                  | -                  | -           | -           | -           | 11     | 1      |
| Totale Portsmouth           | Totale Portsmouth           | Totale Portsmouth           | 144        | 20         |                 | 18              | 7               |                    | 5                  | 1                  |             | -           | -           | 167    | 28     |
| Totale carriera             | Totale carriera             | Totale carriera             | 380        | 83         |                 | 34              | 10              |                    | 77                 | 8                  |             | 2           | 0           | 493    | 101    |

### Cronologia presenze e reti in nazionale
| Cronologia completa delle presenze e delle reti in nazionale ― Svezia | Cronologia completa delle presenze e delle reti in nazionale ― Svezia | Cronologia completa delle presenze e delle reti in nazionale ― Svezia | Cronologia completa delle presenze e delle reti in nazionale ― Svezia | Cronologia completa delle presenze e delle reti in nazionale ― Svezia | Cronologia completa delle presenze e delle reti in nazionale ― Svezia | Cronologia completa delle presenze e delle reti in nazionale ― Svezia | Cronologia completa delle presenze e delle reti in nazionale ― Svezia |
| Data                                                                  | Città                                                                 | In casa                                                               | Risultato                                                             | Ospiti                                                                | Competizione                                                          | Reti                                                                  | Note                                                                  |
| --------------------------------------------------------------------- | --------------------------------------------------------------------- | --------------------------------------------------------------------- | --------------------------------------------------------------------- | --------------------------------------------------------------------- | --------------------------------------------------------------------- | --------------------------------------------------------------------- | --------------------------------------------------------------------- |
| 5-5-1994                                                              | Solna                                                                 | Svezia                                                                | 3 – 1                                                                 | Nigeria                                                               | Amichevole                                                            | -                                                                     |                                                                       |
| 25-5-1994                                                             | Bucarest                                                              | Romania                                                               | 2 – 0                                                                 | Nigeria                                                               | Amichevole                                                            | -                                                                     | 85’                                                                   |
| 16-11-1994                                                            | Londra                                                                | Inghilterra                                                           | 1 – 0                                                                 | Nigeria                                                               | Amichevole                                                            | -                                                                     | 85’                                                                   |
| 21-10-1995                                                            | Tashkent                                                              | Uzbekistan                                                            | 2 – 3                                                                 | Nigeria                                                               | Amichevole                                                            | 1                                                                     | 60’                                                                   |
| 10-11-1995                                                            | Lagos                                                                 | Nigeria                                                               | 1 – 0                                                                 | Uzbekistan                                                            | Amichevole                                                            | -                                                                     | 60’                                                                   |
| 17-8-1997                                                             | Conakry                                                               | Guinea                                                                | 1 – 0                                                                 | Nigeria                                                               | Qual. Mondiali 1998                                                   | -                                                                     | 68’                                                                   |
| 22-4-1998                                                             | Colonia                                                               | Germania                                                              | 1 – 0                                                                 | Nigeria                                                               | Amichevole                                                            | -                                                                     |                                                                       |
| 5-6-1998                                                              | Rotterdam                                                             | Paesi Bassi                                                           | 5 – 1                                                                 | Nigeria                                                               | Amichevole                                                            | 1                                                                     | 81’                                                                   |
| 19-6-1998                                                             | Parigi                                                                | Nigeria                                                               | 1 – 0                                                                 | Bulgaria                                                              | Mondiali 1998 - 1º turno                                              | -                                                                     | 67’                                                                   |
| 24-6-1998                                                             | Tolosa                                                                | Nigeria                                                               | 1 – 3                                                                 | Paraguay                                                              | Mondiali 1998 - 1º turno                                              | -                                                                     |                                                                       |
| 28-6-1998                                                             | Saint-Denis                                                           | Nigeria                                                               | 1 – 4                                                                 | Danimarca                                                             | Mondiali 1998 - Ottavi di finale                                      | -                                                                     | 65’                                                                   |
| 23-1-2000                                                             | Lagos                                                                 | Nigeria                                                               | 4 – 2                                                                 | Tunisia                                                               | Coppa d'Africa 2000 - 1º turno                                        | -                                                                     |                                                                       |
| 28-1-2000                                                             | Lagos                                                                 | Rep. del Congo                                                        | 0 – 0                                                                 | Nigeria                                                               | Coppa d'Africa 2000 - 1º turno                                        | -                                                                     |                                                                       |
| 3-2-2000                                                              | Lagos                                                                 | Nigeria                                                               | 2 – 0                                                                 | Marocco                                                               | Coppa d'Africa 2000 - 1º turno                                        | -                                                                     |                                                                       |
| 7-2-2000                                                              | Lagos                                                                 | Nigeria                                                               | 2 – 1 dts                                                             | Senegal                                                               | Coppa d'Africa 2000 - Quarti di finale                                | -                                                                     |                                                                       |
| 10-2-2000                                                             | Lagos                                                                 | Nigeria                                                               | 2 – 0                                                                 | Sudafrica                                                             | Coppa d'Africa 2000 - Semifinale                                      | -                                                                     |                                                                       |
| 13-2-2000                                                             | Lagos                                                                 | Nigeria                                                               | 2 – 2 dts (3 – 4 dtr)                                                 | Camerun                                                               | Coppa d'Africa 2000 - Finale                                          | -                                                                     |                                                                       |
| 9-4-2000                                                              | Asmara                                                                | Eritrea                                                               | 0 – 0                                                                 | Nigeria                                                               | Qual. Mondiali 2002                                                   | -                                                                     |                                                                       |
| 22-4-2000                                                             | Lagos                                                                 | Nigeria                                                               | 4 – 0                                                                 | Eritrea                                                               | Qual. Mondiali 2002                                                   | 1                                                                     | 74’                                                                   |
| 17-6-2000                                                             | Lagos                                                                 | Nigeria                                                               | 2 – 0                                                                 | Sierra Leone                                                          | Qual. Mondiali 2002                                                   | -                                                                     |                                                                       |
| 9-7-2000                                                              | Monrovia                                                              | Liberia                                                               | 2 – 1                                                                 | Nigeria                                                               | Qual. Mondiali 2002                                                   | -                                                                     |                                                                       |
| 27-1-2001                                                             | Port Harcourt                                                         | Nigeria                                                               | 3 – 0                                                                 | Sudan                                                                 | Qual. Mondiali 2002                                                   | 1                                                                     | 69’                                                                   |
| 11-3-2001                                                             | Accra                                                                 | Ghana                                                                 | 0 – 0                                                                 | Nigeria                                                               | Amichevole                                                            | -                                                                     |                                                                       |
| 21-4-2001                                                             | Freetown                                                              | Sierra Leone                                                          | 1 – 0                                                                 | Nigeria                                                               | Qual. Mondiali 2002                                                   | -                                                                     | 70’                                                                   |
| 5-5-2001                                                              | Port Harcourt                                                         | Nigeria                                                               | 2 – 0                                                                 | Liberia                                                               | Qual. Mondiali 2002                                                   | 1                                                                     |                                                                       |
| 1-7-2001                                                              | Omdurman                                                              | Sudan                                                                 | 0 – 4                                                                 | Nigeria                                                               | Qual. Mondiali 2002                                                   | -                                                                     | 70’                                                                   |
| 29-7-2001                                                             | Abuja                                                                 | Nigeria                                                               | 3 – 0                                                                 | Ghana                                                                 | Qual. Mondiali 2002                                                   | -                                                                     | 83’                                                                   |
| 21-1-2002                                                             | Bamako                                                                | Nigeria                                                               | 1 – 0                                                                 | Algeria                                                               | Coppa d'Africa 2002 - 1º turno                                        | -                                                                     | 46’                                                                   |
| 24-1-2002                                                             | Bamako                                                                | Mali                                                                  | 0 – 0                                                                 | Nigeria                                                               | Coppa d'Africa 2002 - 1º turno                                        | -                                                                     |                                                                       |
| 28-1-2002                                                             | Mopti                                                                 | Nigeria                                                               | 1 – 0                                                                 | Liberia                                                               | Coppa d'Africa 2002 - 1º turno                                        | -                                                                     |                                                                       |
| 3-2-2002                                                              | Bamako                                                                | Ghana                                                                 | 0 – 1                                                                 | Nigeria                                                               | Coppa d'Africa 2002 - Quarti di finale                                | -                                                                     |                                                                       |
| 7-2-2002                                                              | Bamako                                                                | Senegal                                                               | 2 – 1 dts                                                             | Nigeria                                                               | Coppa d'Africa 2002 - Semifinale                                      | -                                                                     | 113’                                                                  |
| 9-2-2002                                                              | Mopti                                                                 | Mali                                                                  | 0 – 1                                                                 | Nigeria                                                               | Coppa d'Africa 2002 - Finale 3º posto                                 | -                                                                     | 75’                                                                   |
| 26-3-2002                                                             | Londra                                                                | Paraguay                                                              | 1 – 1                                                                 | Nigeria                                                               | Amichevole                                                            | -                                                                     |                                                                       |
| 17-4-2002                                                             | Aberdeen                                                              | Scozia                                                                | 1 – 2                                                                 | Nigeria                                                               | Amichevole                                                            | -                                                                     |                                                                       |
| 16-5-2002                                                             | Dublino                                                               | Irlanda                                                               | 1 – 2                                                                 | Nigeria                                                               | Amichevole                                                            | -                                                                     |                                                                       |
| 2-6-2002                                                              | Kashima                                                               | Argentina                                                             | 1 – 0                                                                 | Nigeria                                                               | Mondiali 2002 - 1º turno                                              | -                                                                     | 48’                                                                   |
| 7-6-2002                                                              | Kōbe                                                                  | Svezia                                                                | 2 – 1                                                                 | Nigeria                                                               | Mondiali 2002 - 1º turno                                              | -                                                                     | 65’                                                                   |
| 25-5-2003                                                             | Kingston                                                              | Giamaica                                                              | 3 – 2                                                                 | Nigeria                                                               | Amichevole                                                            | 1                                                                     | 69’                                                                   |
| 7-6-2003                                                              | Abuja                                                                 | Nigeria                                                               | 4 – 1                                                                 | Malawi                                                                | Qual. Coppa d'Africa 2004                                             | 2                                                                     |                                                                       |
| 11-6-2003                                                             | Abuja                                                                 | Nigeria                                                               | 0 – 3                                                                 | Brasile                                                               | Amichevole                                                            | -                                                                     | 85’                                                                   |
| 26-7-2003                                                             | Watford                                                               | Nigeria                                                               | 1 – 0                                                                 | Venezuela                                                             | Amichevole                                                            | -                                                                     | 82’                                                                   |
| 27-1-2004                                                             | Monastir                                                              | Marocco                                                               | 1 – 0                                                                 | Nigeria                                                               | Coppa d'Africa 2004 - 1º turno                                        | -                                                                     | 72’                                                                   |
| 31-1-2004                                                             | Monastir                                                              | Nigeria                                                               | 4 – 0                                                                 | Sudafrica                                                             | Coppa d'Africa 2004 - 1º turno                                        | -                                                                     | 67’                                                                   |
| 4-2-2004                                                              | Sfax                                                                  | Nigeria                                                               | 2 – 1                                                                 | Benin                                                                 | Coppa d'Africa 2004 - 1º turno                                        | -                                                                     |                                                                       |
| 8-2-2004                                                              | Monastir                                                              | Camerun                                                               | 1 – 2                                                                 | Nigeria                                                               | Coppa d'Africa 2004 - Quarti di finale                                | -                                                                     | 90+5’                                                                 |
| 11-2-2004                                                             | Radès                                                                 | Tunisia                                                               | 1 – 1 dts (4 – 3 dtr)                                                 | Nigeria                                                               | Coppa d'Africa 2004 - Semifinale                                      | -                                                                     | 86’                                                                   |
| 13-2-2004                                                             | Monastir                                                              | Nigeria                                                               | 2 – 1                                                                 | Mali                                                                  | Coppa d'Africa 2004 - Finale 3º posto                                 | -                                                                     | 78’                                                                   |
| 9-10-2004                                                             | Libreville                                                            | Gabon                                                                 | 1 – 1                                                                 | Nigeria                                                               | Qual. Mondiali 2006                                                   | -                                                                     | 73’                                                                   |
| 26-3-2005                                                             | Port Harcourt                                                         | Nigeria                                                               | 2 – 0                                                                 | Gabon                                                                 | Qual. Mondiali 2006                                                   | 1                                                                     | 77’                                                                   |
| 5-6-2005                                                              | Kigali                                                                | Ruanda                                                                | 1 – 1                                                                 | Nigeria                                                               | Qual. Mondiali 2006                                                   | -                                                                     | 61’                                                                   |
| 18-6-2005                                                             | Kano                                                                  | Nigeria                                                               | 1 – 1                                                                 | Angola                                                                | Qual. Mondiali 2006                                                   | -                                                                     | 54’                                                                   |
| 17-8-2005                                                             | Tripoli                                                               | Libia                                                                 | 0 – 1                                                                 | Nigeria                                                               | Amichevole                                                            | -                                                                     |                                                                       |
| 4-9-2005                                                              | Orano                                                                 | Algeria                                                               | 2 – 5                                                                 | Nigeria                                                               | Qual. Mondiali 2006                                                   | -                                                                     | 69’                                                                   |
| 8-10-2005                                                             | Abuja                                                                 | Nigeria                                                               | 5 – 1                                                                 | Zimbabwe                                                              | Qual. Mondiali 2006                                                   | 1                                                                     | 68’                                                                   |
| 23-1-2006                                                             | Porto Said                                                            | Nigeria                                                               | 1 – 0                                                                 | Ghana                                                                 | Coppa d'Africa 2006 - 1º turno                                        | -                                                                     | 80’                                                                   |
| 27-1-2006                                                             | Porto Said                                                            | Nigeria                                                               | 2 – 0                                                                 | Zimbabwe                                                              | Coppa d'Africa 2006 - 1º turno                                        | -                                                                     | 54’                                                                   |
| 31-1-2006                                                             | Porto Said                                                            | Nigeria                                                               | 2 – 0                                                                 | Senegal                                                               | Coppa d'Africa 2006 - 1º turno                                        | -                                                                     | 52’                                                                   |
| 4-2-2006                                                              | Porto Said                                                            | Nigeria                                                               | 1 – 1 dts (6 - 5 dtr)                                                 | Tunisia                                                               | Coppa d'Africa 2006 - Quarti di finale                                | -                                                                     | 59’                                                                   |
| 7-2-2006                                                              | Alessandria d'Egitto                                                  | Nigeria                                                               | 0 – 1                                                                 | Costa d'Avorio                                                        | Coppa d'Africa 2006 - Semifinale                                      | -                                                                     | 74’                                                                   |
| 9-2-2006                                                              | Il Cairo                                                              | Senegal                                                               | 0 – 1                                                                 | Nigeria                                                               | Coppa d'Africa 2006 - Finale 3º posto                                 | -                                                                     | 78’                                                                   |
| 2-9-2006                                                              | Abuja                                                                 | Nigeria                                                               | 2 – 0                                                                 | Niger                                                                 | Qual. Coppa d'Africa 2008                                             | -                                                                     | 75’                                                                   |
| 8-10-2006                                                             | Maseru                                                                | Lesotho                                                               | 0 – 1                                                                 | Nigeria                                                               | Qual. Coppa d'Africa 2008                                             | -                                                                     | 79’                                                                   |
| 24-3-2007                                                             | Abeokuta                                                              | Nigeria                                                               | 1 – 0                                                                 | Uganda                                                                | Qual. Coppa d'Africa 2008                                             | 1                                                                     | 83’                                                                   |
| 27-5-2007                                                             | Nairobi                                                               | Kenya                                                                 | 0 – 1                                                                 | Nigeria                                                               | Amichevole                                                            | -                                                                     | 65’                                                                   |
| 2-6-2007                                                              | Kampala                                                               | Uganda                                                                | 2 – 1                                                                 | Nigeria                                                               | Qual. Coppa d'Africa 2008                                             | -                                                                     |                                                                       |
| 17-6-2007                                                             | Niamey                                                                | Niger                                                                 | 1 – 3                                                                 | Nigeria                                                               | Qual. Coppa d'Africa 2008                                             | 1                                                                     | 82’                                                                   |
| 22-8-2007                                                             | Skopje                                                                | Macedonia                                                             | 0 – 0                                                                 | Nigeria                                                               | Amichevole                                                            | -                                                                     |                                                                       |
| 8-9-2007                                                              | Warri                                                                 | Nigeria                                                               | 2 – 0                                                                 | Lesotho                                                               | Qual. Coppa d'Africa 2008                                             | -                                                                     |                                                                       |
| 21-1-2008                                                             | Sekondi-Takoradi                                                      | Nigeria                                                               | 0 – 1                                                                 | Costa d'Avorio                                                        | Coppa d'Africa 2008 - 1º turno                                        | -                                                                     | 56’                                                                   |
| 27-5-2008                                                             | Graz                                                                  | Austria                                                               | 1 – 1                                                                 | Nigeria                                                               | Amichevole                                                            | -                                                                     | 84’                                                                   |
| 1-6-2008                                                              | Abuja                                                                 | Nigeria                                                               | 2 – 0                                                                 | Sudafrica                                                             | Qual. Mondiali 2010                                                   | -                                                                     | 69’                                                                   |
| 7-6-2008                                                              | Freetown                                                              | Sierra Leone                                                          | 0 – 1                                                                 | Nigeria                                                               | Qual. Mondiali 2010                                                   | -                                                                     | 74’                                                                   |
| 21-6-2008                                                             | Abuja                                                                 | Nigeria                                                               | 2 – 0                                                                 | Guinea Equatoriale                                                    | Qual. Mondiali 2010                                                   | -                                                                     | 66’                                                                   |
| 19-11-2008                                                            | Bogotà                                                                | Colombia                                                              | 1 – 0                                                                 | Nigeria                                                               | Amichevole                                                            | -                                                                     | 69’                                                                   |
| 11-2-2009                                                             | Londra                                                                | Nigeria                                                               | 0 – 0                                                                 | Giamaica                                                              | Amichevole                                                            | -                                                                     | 46’                                                                   |
| 2-6-2009                                                              | Saint-Étienne                                                         | Francia                                                               | 0 – 1                                                                 | Nigeria                                                               | Amichevole                                                            | -                                                                     | 46’                                                                   |
| 7-6-2009                                                              | Abuja                                                                 | Nigeria                                                               | 3 – 0                                                                 | Kenya                                                                 | Qual. Mondiali 2010                                                   | -                                                                     | 46’                                                                   |
| 20-6-2009                                                             | Radès                                                                 | Tunisia                                                               | 0 – 0                                                                 | Nigeria                                                               | Qual. Mondiali 2010                                                   | -                                                                     | 69’                                                                   |
| 6-9-2009                                                              | Abuja                                                                 | Nigeria                                                               | 2 – 2                                                                 | Tunisia                                                               | Qual. Mondiali 2010                                                   | -                                                                     | 67’                                                                   |
| 6-1-2010                                                              | Benguela                                                              | Zambia                                                                | 0 – 0                                                                 | Nigeria                                                               | Amichevole                                                            | -                                                                     | Ingresso                                                              |
| 12-1-2010                                                             | Benguela                                                              | Egitto                                                                | 3 – 1                                                                 | Nigeria                                                               | Coppa d'Africa 2010 - 1º turno                                        | -                                                                     | 79’                                                                   |
| 30-1-2010                                                             | Benguela                                                              | Nigeria                                                               | 1 – 0                                                                 | Algeria                                                               | Coppa d'Africa 2010 - Finale 3º posto                                 | -                                                                     | 78’                                                                   |
| 25-5-2010                                                             | Wattens                                                               | Nigeria                                                               | 0 – 0                                                                 | Arabia Saudita                                                        | Amichevole                                                            | -                                                                     | 60’                                                                   |
| 6-6-2010                                                              | Johannesburg                                                          | Nigeria                                                               | 3 – 1                                                                 | Corea del Nord                                                        | Amichevole                                                            | -                                                                     | 67’                                                                   |
| 22-6-2010                                                             | Durban                                                                | Nigeria                                                               | 2 – 2                                                                 | Corea del Sud                                                         | Mondiali 2010 - 1º turno                                              | -                                                                     | 57’                                                                   |
| 29-3-2011                                                             | Abuja                                                                 | Nigeria                                                               | 3 – 0                                                                 | Kenya                                                                 | Amichevole                                                            | -                                                                     |                                                                       |
| Totale                                                                |                                                                       | Presenze                                                              | 87                                                                    |                                                                       | Reti                                                                  | 12                                                                    |                                                                       |

## Palmarès

### Club

#### Competizioni nazionali
- Campionato nigeriano: 1

Iwuanyanwu Nationale: 1992-1993
- Supercoppa dei Paesi Bassi: 2

Ajax:  1994, 1995
- Campionato olandese: 3

Ajax: 1993-1994, 1994-1995, 1995-1996
- Charity/Community Shield: 2

Arsenal: 1999, 2002
- Campionato inglese: 2

Arsenal: 2001-2002, 2003-2004
- Coppa d'Inghilterra: 3

Arsenal: 2001-2002, 2002-2003
Portsmouth: 2007-2008

#### Competizioni internazionali
- UEFA Champions League: 1

Ajax: 1994-1995
- Supercoppa UEFA: 1

Ajax: 1995
- Coppa Intercontinentale: 1

Ajax: 1995
- Coppa UEFA: 1

Inter: 1997-1998

### Nazionale
- Campionato mondiale Under-17: 1

1993
- Oro olimpico: 1

Atlanta 1996

### Individuale
- Calciatore africano dell'anno: 2

1996, 1999
- BBC African Footballer of the Year: 2

1997, 1999